# Villanubla
Villanubla est une commune de la province de Valladolid dans la communauté autonome de Castille-et-León en Espagne.

## Sites et patrimoine
Les édifices et sites notables de la commune sont :
- Église paroissiale Nuestra Señora de la Asunción ;
- Chapelle del Cristo de la Esperanza.

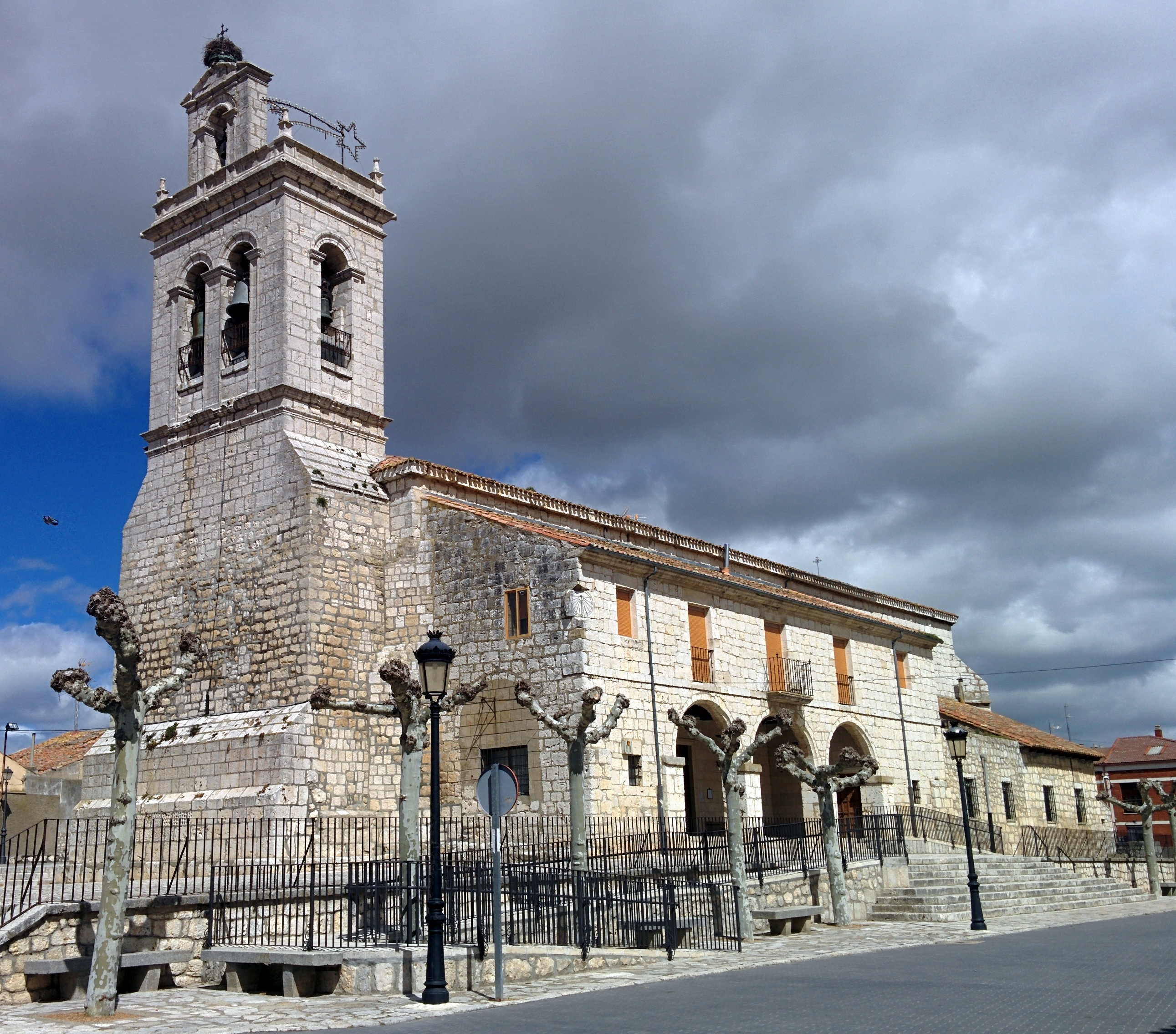
Église Nuestra Señora de la Asunción.